# Natalie (Ola Svensson)
Natalie è una canzone scritta da Tony Nilsson, pubblicata nel 2006 con il nome "Tony" e inserita nella compilation Absolute Summer Hits 2006.
Ola Svensson ha realizzato una versione cover di questo brano ottenendo un grande successo. La canzone è stata usata come primo singolo del suo secondo album Good Enough ed è diventata una hit dell'estate del 2007.

Questo singolo si è classificato in posizione numero 1 della classifica dei singoli svedesi ed è rimasto in quella posizione per 5 settimane. 

Natalie ha vinto il disco d'oro in Svezia nell'agosto 2007 e il disco di platino in Svezia nell'ottobre 2007, come riconoscimento delle 20 000 copie vendute.

## Tracce
1. Natalie – 3:13

## Posizione in classifica
| Classifica (2007)              | Posizione in classifica | Settimane TOT | Certificazioni |
| Classifica (2007)              | Posizione in classifica | Settimane TOT | Svezia         |
| ------------------------------ | ----------------------- | ------------- | -------------- |
| Classifica dei singoli svedesi | numero 1 (5 settimane)  | 24            | Platino        |